# Coupe de France de 2 CV cross

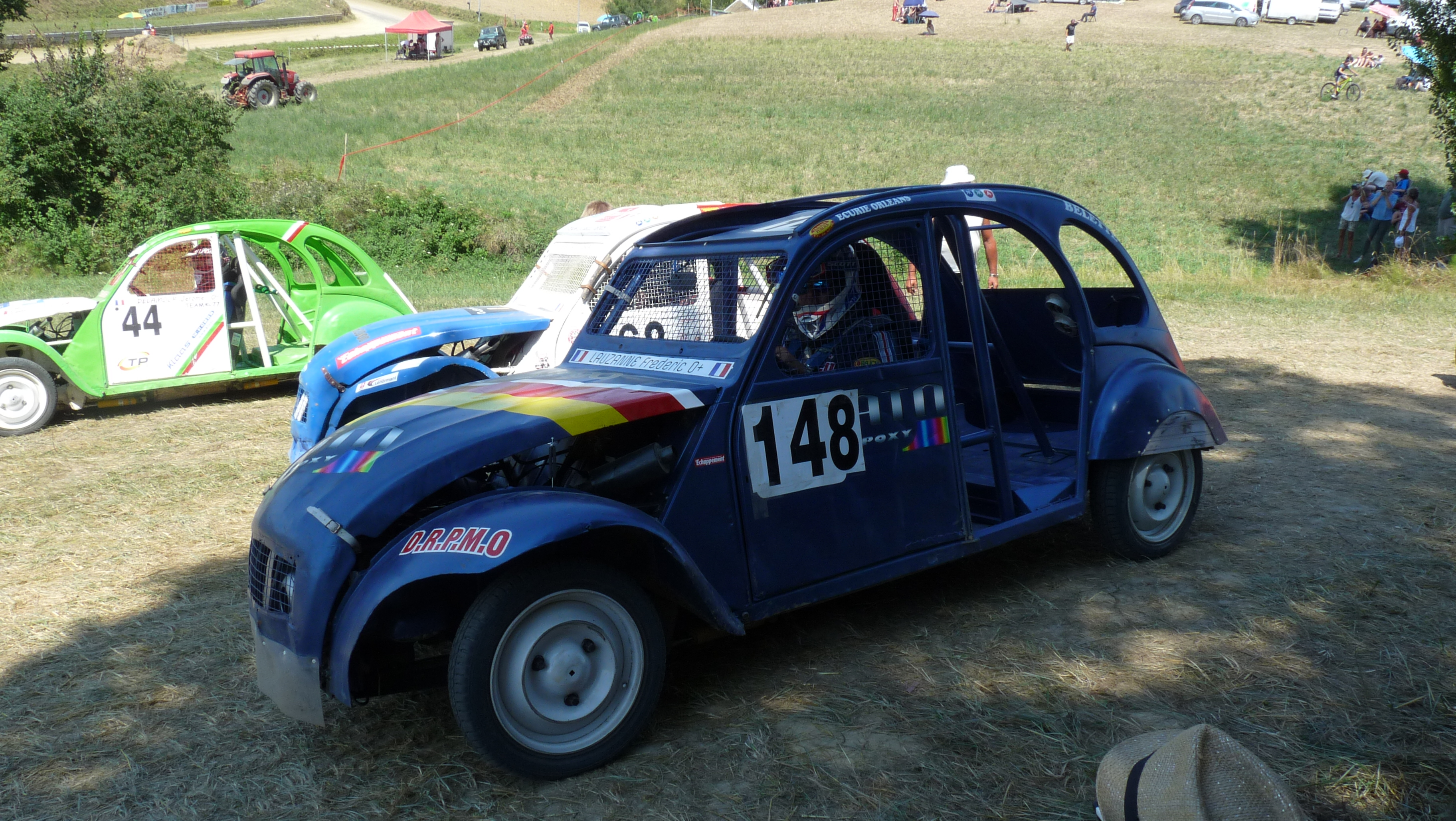
Une Citroën 2 CV préparée pour participer à des courses de 2 CV cross.

La  coupe de France de 2 CV cross est une compétition de rallycross monomarque opposant des Citroën 2 CV préparées pour l'occasion. Les courses se disputent sur des circuits en terre.

## Création du championnat
Au début des années 1970, Citroën démontre la fiabilité de sa 2 CV en organisant les raids Paris-Kaboul en 1970 puis Paris-Persépolis en 1971. Le service communication envisage un troisième raid en Afrique en 1973 et souhaite organiser un rassemblement de deuchistes en 1972.
En juillet 1972, Citroën organise les 24 Heures 2 CV sur un circuit en terre aménagé à Le Pêchereau dans l'Indre. Cet événement est un succès et Citroën décide d'organiser une compétition de rallycross à Argenton-sur-Creuse.

## Palmarès
| Année | Champion               |
| ----- | ---------------------- |
| 1974  | Jean-Michel Fouquet    |
| 1975  | Bruno Franco           |
| 1976  | Antonio Franco         |
| 1977  | Patrick Lapie          |
| 1978  | Bruno Franco           |
| 1979  | Jean-Bernard Roger     |
| 1980  | Jean-Michel Armand     |
| 1981  | Jean Ballereau         |
| 1982  | Kurt Würmli            |
| 1983  | Jean-Luc Pailler       |
| 1984  | Jean-Luc Pailler       |
| 1985  | Bernard Taillandier    |
| 1986  | Patrick Debin          |
| 1987  | Frédéric Daunat        |
| 1988  | Bernard Taillandier    |
| 1989  | Hervé Boulanger        |
| 1990  | Bertrand Perraudin     |
| 1991  | Eric Maciula           |
| 1992  | Eric Maciula           |
| 1993  | Bernard Taillandier    |
| 1994  | Thierry Boulanger      |
| 1995  | Thierry Boulanger      |
| 1996  | Eric Maciula           |
| 1997  | Rachel Garnier-Maciula |
| 1998  | Olivier Gasse          |
| 1999  | Laurent Silvestre      |
| 2000  | Julien Debin           |
| 2001  | Laurent Silvestre      |
| 2002  | Laurent Silvestre      |
| 2003  | Laurent Silvestre      |
| 2004  | Anthony Lalevée        |
| 2005  | William Pinon          |
| 2006  | Stéphan Devoulon       |
| 2007  | Jérémie Buquet         |
| 2008  | Laurent Hèmeray        |
| 2009  | Yoann Cormery          |
| 2010  | Jérémie Buquet         |
| 2011  | Laurent Hèmeray        |
| 2012  | Laurent Hèmeray        |
| 2013  | Laurent Hèmeray        |
| 2014  | Laurent Hèmeray        |
| 2015  | Nicolas Jousserand     |
| 2016  | Nicolas Jousserand     |
| 2017  | Anthony Regnault       |
| 2018  | Anthony Regnault       |
| 2019  | Renaud Da Silva        |